# Huis Hauteville
Het huis Hauteville (Frans: Maison de Hauteville, Italiaans: Casa d'Altavilla) was een Normandische dynastie van aristocratische rang uit Cotentin.
Tancred van Hauteville uit de 11e eeuw was de stamvader van de vorstenhuizen van Sicilië en Napels en van Apulië. De laatste Normandische koning van Sicilië, Willem III, stierf eind 12e eeuw. 